# امیرآباد (بافت، غرب)
امیرآباد روستایی در دهستان گوغر بخش مرکزی شهرستان بافت استان کرمان ایران است.

## معرفی
گوغر از دهستان‌های بخش مرکزی شهرستان بافت استان کرمان ایران است. مرکز این دهستان امیرآباد می‌باشد گوغر قدمت زیادی داردجمعا منطقه گوغر بالغ بر ۹۰ پارچه آبادی دارد که ذکر همه آنها میسر نیست. بیش از ۳۵۰۰ نفر جمعیت دارد، که به نظر می‌رسد نام آن از صاحبان اصلی ومطلق آن در گذشته یعنی طایفه امیرزاده گرفته شده‌است. در کشور اسلامی ما مناطق دیدنی وزیبا کم نیست اماارتفاع زیاد منطقه گوغر از سطح دریا باعث شده که این منطقه همچون نگینی سبز بر پهنه کویری استان کرمان خود نمایی کند. «گردو» مهمترین و مرغوب‌ترین محصول در این منطقه است که به اندازه قابل توجهی یافت می‌شود. سدنبی اکرم (ص)، غار جفریز، جنگل درختان بنه (پسته کوهی)، طبیعت بندرگوغر تفرجگاه وچشم اندازهای زیبایی دارندکه به گردشگران توصیه میشودحتماًبازدید از آنها رادر برنامه‌های خود بگنجانند.

## معرفی۲
امیرآباد تابستانهایی کوتاه و خنک و زمستانهایی سرد و پر برف دارد. این ویژگی منحصر به فرد گوغر سبب جلب گردشگر از شهرهای کویری همسایه نظیر سیرجان بندرعباس وکرمان شده‌است.
مردم امیرآباد بیشتر از ایل افشار هستند و به زبان ترکی تکلم می‌کنند. سوغات گوغر در درجه اول عسل گردوی مرغوب انست و میوه‌های سردسیری نظیر زردآلو آلوچه گیلاس و… نیز با کیفیتی عالی در این منطقه بدست می‌آیند.

## جمعیت
بر پایه سرشماری عمومی نفوس و مسکن در سال ۱۳۹۵ جمعیت این روستا ۱٬۶۲۱ نفر (۵۷۲خانوار) بوده‌است.